# Ålmåjjiegŋa
Ålmåjjiegŋa, enligt tidigare ortografi Ålmåijekna, är en glaciär i sydvästra delen av Padjelanta Natura 2000-område. i Jokkmokks kommun i Lappland.
Ålmåjjiegŋa var tidigare Sveriges största glaciär med en yta på 22,7 km2 år 1897. Dess västligaste del låg då i Norge. År 1964 hade ytan minskat till 12 km2. Ålmåjjiegŋa har under 2000-talet minskat avsevärt i omfattning och tjocklek. Glaciären har delats i fem separata delar där den del som ligger i Norge i stort sett försvunnit. Den totala ytan var 2008 ca 6,7 km2. Glaciären har en snölegeliknande karaktär och när den var som störst byggde den upp en stor frontmorän längs sin sydöstra sida.

## Namnutveckling
Namnet är sammansatt av två ord ålmåj (man) och jiegŋa (glaciär) och en översättning blir "Mannens glaciär". Det är oklart vilken man det syftas på, men strax väster om Ålmåjjiegŋa ligger Norges femte största glaciär Blåmannsisen (Ålmåjalosjiegŋa) och Blåmannen sägs enligt gammal folktro ha varit en jätte drabbad av olycklig kärlek som vandrade omkring på Blåmannsisen.
Glaciärens namn har genomgått tre ortografier:
| Generalstabskartan 1890- | Fjällkartan 1964 | Fjällkartan 2001 |
| ------------------------ | ---------------- | ---------------- |
| Ålmajalosjägna           | Ålmåijekna       | Ålmåjjiegŋa      |
|                          |                  |                  |

## Galleri

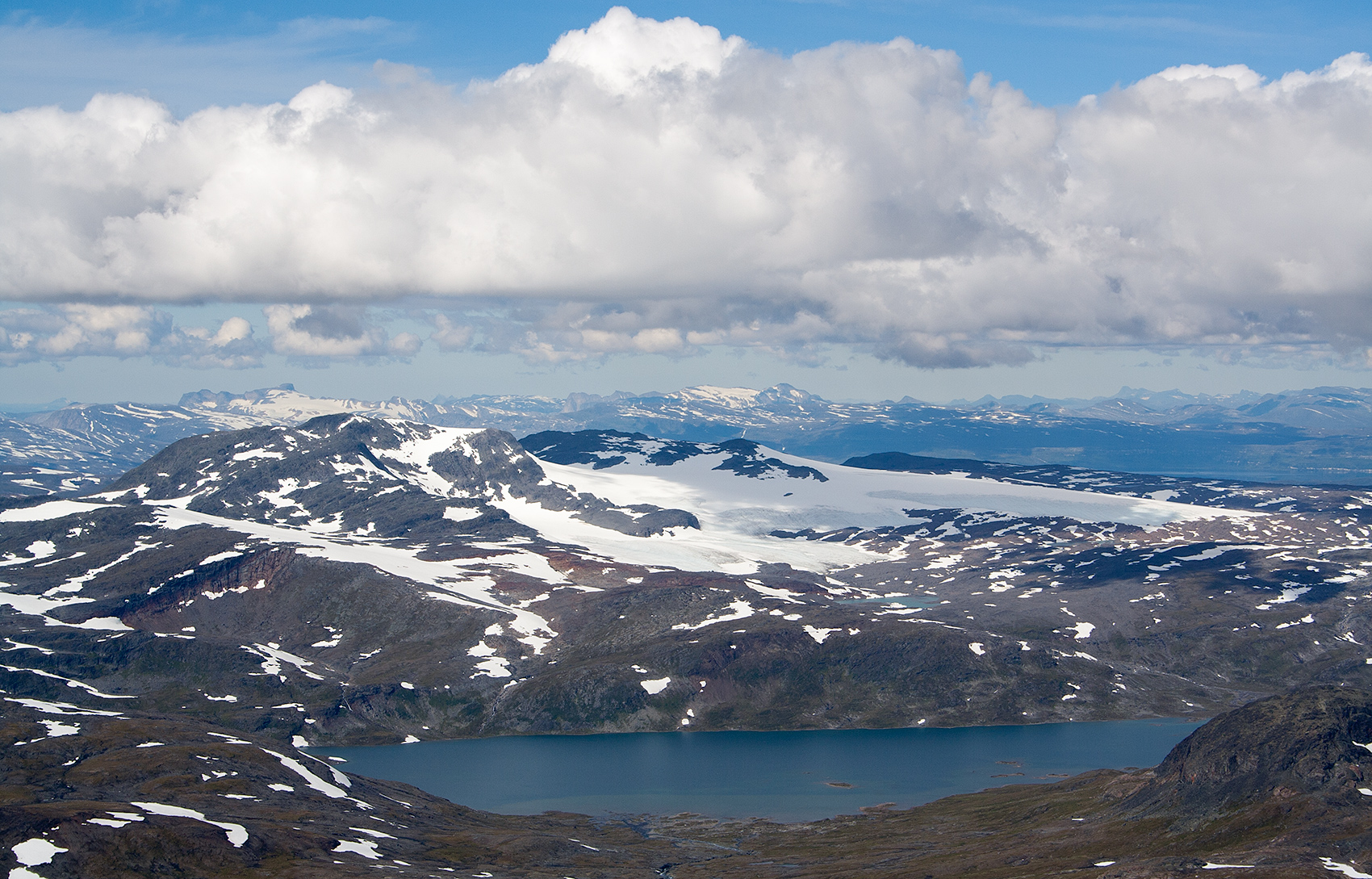
Vy mot Ålmåjjiegŋa från Suliskongen. Längst ner Sårjåsjávrre.
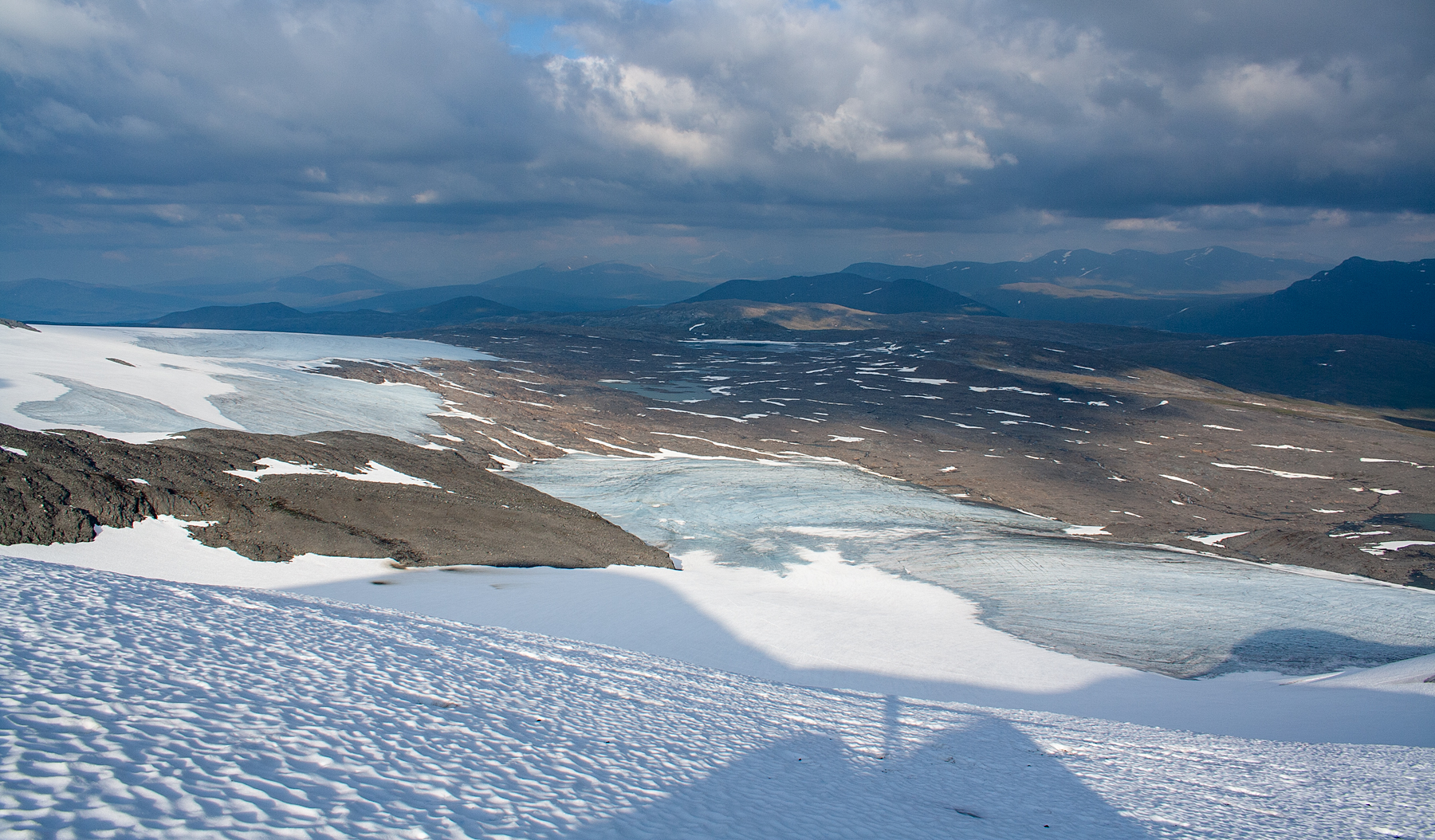
Vy mot de kvarvarande delarna av Ålmåjjiegŋa. Fotografen står på 1600 meters höjd 400 meter söder om Riksröse 240A.
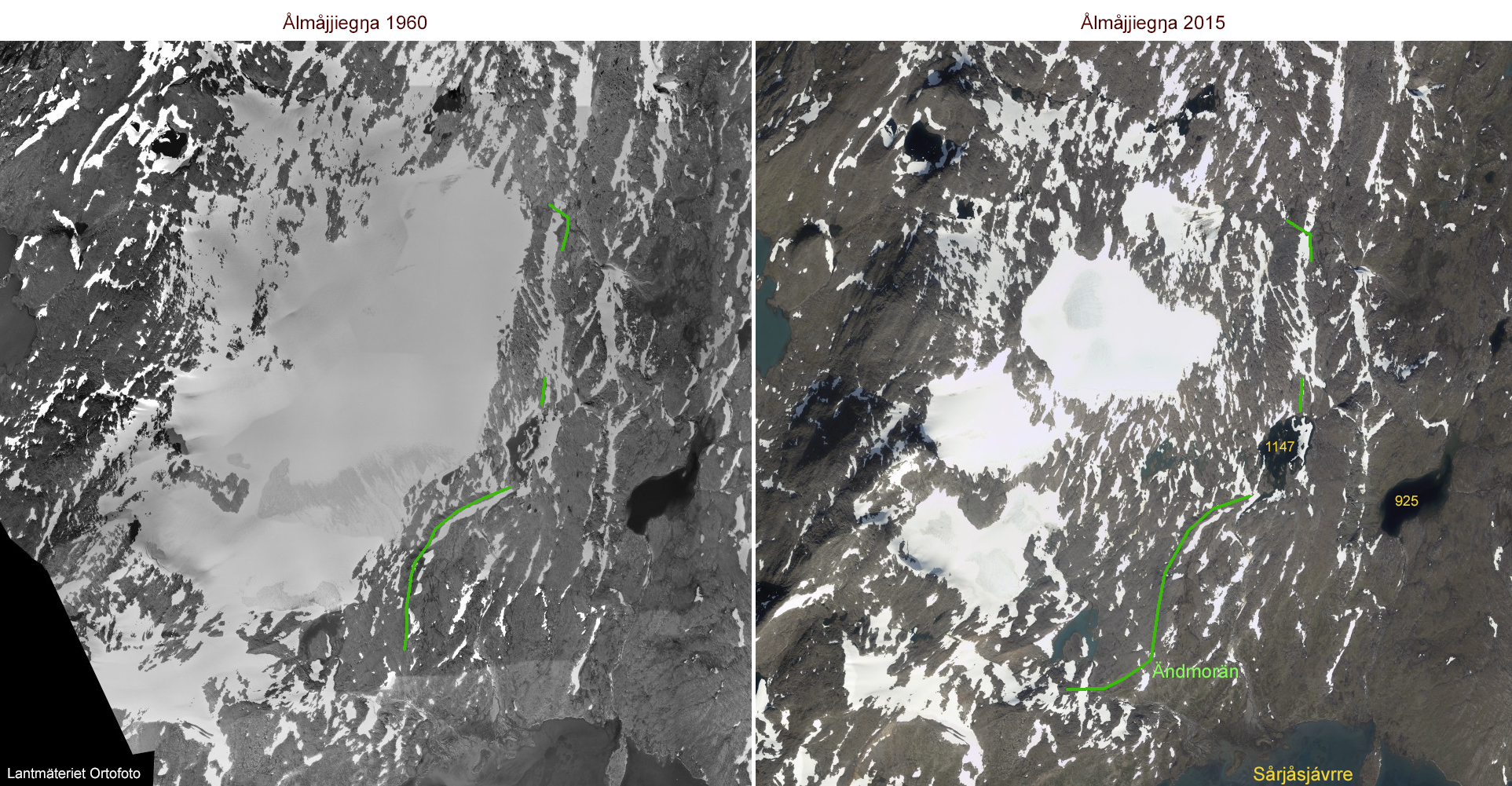
Ålmåjjiegŋa 1960 och 2015.